# Allophyes pallida
Allophyes pallida är en fjärilsart som beskrevs av Tutt 1892. Allophyes pallida ingår i släktet Allophyes och familjen nattflyn. Inga underarter finns listade i Catalogue of Life.